# Endoowofagia
Endoowofagia – drapieżnictwo wewnątrzjajowe, podobne zjawisko do parazytoidów wśród błonkówek. Endoowofagia występuje wśród pasożytniczych euglenin, pasożytów jaj widłonogów.